# Parrasio
Parrasio de Éfeso (en griego antiguo Παρράσιος) fue uno de los principales pintores de la Grecia Antigua, que desarrolló su actividad entre los años 440 y 380 a. C. Nació probablemente en Éfeso.

## Biografía
Parrasio se presenta a sí mismo en un epigrama: fue hijo y alumno de Evenor como precisa Plinio el Viejo.
Se estableció en Atenas, ciudad en la que ya residía alrededor del año 400 a. C. y de la que fue ciudadano. Vivió muchos años en Atenas, siendo un pintor rico y admirado. Parrasio es junto a Zeuxis un autor de la escuela de pintura jónica, pero puede ser considerado entre los artistas áticos. Sus costumbres excéntricas y su gusto por el lujo fueron bien conocidos durante la Antigüedad: se dice que lucía una vestimenta teñida de púrpura, una corona de oro, un bastón rodeado de oro y cintas de oro en sus sandalias. Se cree que murió hacia el año 388 a. C.
El periodo de su actividad está fijado por la anécdota que Jenofonte documenta de la conversación entre él y Sócrates sobre el tema del arte, en sus Memorables, lo que llevó a Quintiliano a situar al pintor en la época de la guerra del Peloponeso; era por lo tanto un pintor distinguido antes del año 399 a. C. Plinio fija su apogeo en la 95.ª olimpiada (400-396 a. C.) y le presenta como contemporáneo de Zeuxis.
Una leyenda que se cuenta sobre él es su competición con Zeuxis, quien pintó racimos de uvas con tal realismo que engañó a los pájaros. Entonces Zeuxis le pidió a Parrasio que apartara la cortina y mostrase su cuadro, pero, al descubrir que el cuadro de su rival era la propia cortina, reconoció que le había sobrepasado, pues Zeuxis había engañado a los pájaros, pero Parrasio había engañado a Zeuxis; esta anécdota prueba su habilidad técnica.
Séneca relata un cuento según el cual Parrasio compró uno de los olintios que Filipo vendió para ser esclavos, y lo torturó para tener un modelo para un cuadro de Prometeo encadenado para el Partenón de Atenas, pero la historia es cronológicamente imposible, ya que Olinto se tomó en el año 348 a. C.
Con Timantes de Sición compitió sin éxito en una pintura, Odiseo y Áyax discutiendo por las armas de Aquiles.

## Obras
Entre sus obras más famosas figuran:
- Los diseños para el escudo de Atenea Promacos de Fidias, ejecutados en metal por Mys.
- La representación del Demos, el Pueblo de Atenas personificado, es famoso; según la historia, que está basada probablemente en epigramas, las doce características prominentes del pueblo, aunque aparentemente incoherentes entre ellas, estaban distintivamente expresadas en esta figura.
- Un autorretrato donde aparece vestido como Hermes, firmado con seudónimo para evitar acusación de impiedad.
- Varias escenas relacionadas con el ciclo homérico.
- Su cuadro de Teseo, que adornaba el Capitolio de Roma.

También trató temas obscenos con los que se dice que se entretenía y, principalmente, grupos mitológicos.

## Estilo
Fue universalmente colocado entre los pintores de primer rango. Su habilidoso dibujo de los perfiles es especialmente alabado, y muchos de sus dibujos sobre tabla y pergamino fueron conservados y muy valorados por pintores posteriores con el propósito de estudio. Primero obtuvo habilidad a la hora de hacer que las figuras parecieran sobresalir del fondo. De lo que dice Plinio el Viejo sobre la línea del contorno de las figuras, la cual hacía imaginar un fondo, se deduce que se ocupó del volumen y del relieve, problemas que para la escultura se planteó Escopas. Un eco de pintura, hoy perdida, se encuentra en lekythos(vasos) funerarios de los pintores de Aquiles, del Túmulo y del Lamento.